# Інститут космології імені Кавлі
Інститут космології імені Кавлі (англ. The Kavli Institute for Cosmology, Cambridge, KICC) — дослідницька установа, створена завдяки співпраці Кембриджського університету та Фонду Кавлі. Він керується двома астрономічними групами університету — Інститутом астрономії та Кавендіською астрофізичною групою.

## Історія
У серпні 2006 року між Кембриджським університетом і Фондом Кавлі було досягнуто угоди про створення Інституту космології. Фонд Кавлі зобов'язався підтримувати кілька 5-річних наукових стипендій на постійній основі, а Університет зобов'язався надати будівлю для розміщення Інституту. Діяльність розпочалася в жовтні 2008 року з призначенням перших стипендіатів Інституту Кавлі. Будівлю завершили в липні 2009 року, її офіційно відкрив 18 листопада того ж року принц Філіп як канцлер університету на урочистій церемонії в присутності Фреда Кавлі, спонсора інституту.
Першим директором Інституту космології був Джордж Ефстатіу з Інституту астрономії. Пізніше директором став Роберто Майоліно.

## Проєкти
Дослідники інституту беруть участь у таких проєктах:
- ALMA
- Dark Energy Survey
- Dark Energy Spectroscopic Instrument
- Надзвичайно великий телескоп
- Проект Illustris
- Космічний телескоп Джеймс Вебб
- KLEVER (Kmos LEnsed Velocity and Emission line Review)
- Великий синоптичний оглядовий телескоп
- Огляд неба MaNGA
- Огляд галактики MOONS
- Космологічне дослідження Планка
- SKA
- Саймонська обсерваторія[en]

## Будівля Кавлі
Будівля Кавлі розташована поруч із будівлею Гойла, головною будівлею Інституту астрономії. Будівлі з'єднані надземним переходом. Будівлю спроєктували, щоб заохотити працівників взаємодіяти одне з одним, а також з працівниками будівлі Гойла. За архітектурним стилем вона мала бути схожою на будівлю Гойла, але достатньо відмінною, щоб мати власну ідентичність. Архітекторами були Аннанд і Мусто. Проєкт передбачав використання теплових насосів із ґрунтовим джерелом тепла та теплообмінника, що забезпечує опалення підлоги, бо, відповідно до вимог міської ради, принаймні 10 % енергії будівлі має вироблятися на місці.